# Lâm Xung

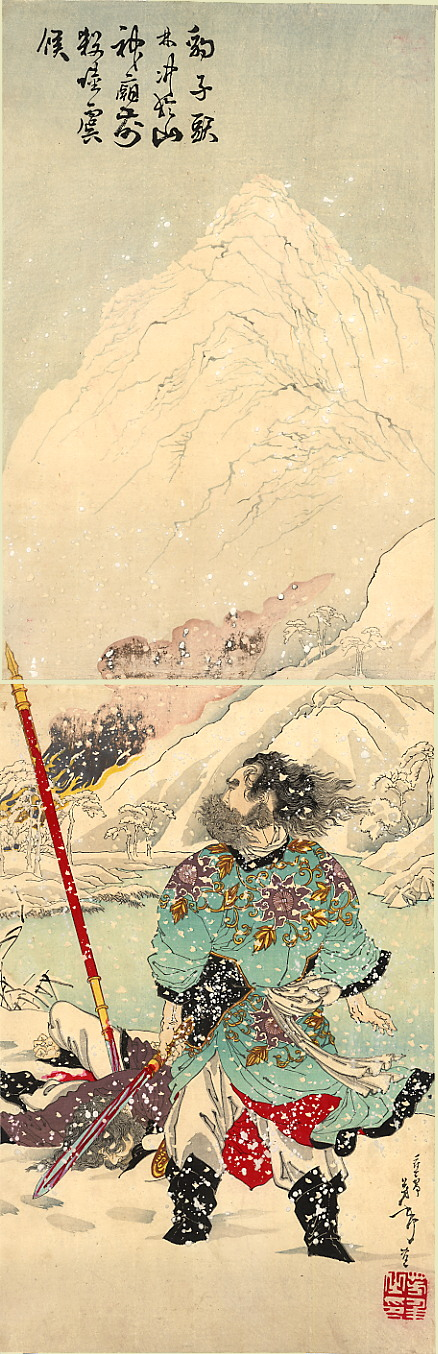
Lâm Xung được minh hoạ trong một bức tranh của họa sĩ Nhật Bản Utagawa Kuniyoshi (hiện trưng bày tại bảo tàng Anh).

Lâm Xung (chữ Hán: 林冲; bính âm: Lín Chōng) là một nhân vật hư cấu trong tiểu thuyết Thủy hử. Ở Lương Sơn Bạc, Lâm Xung là đầu lĩnh thứ 6, được sao Thiên Hùng Tinh (天雄星) chiếu mệnh.

## Ngoại hình
Lâm Xung cao 8 thước, đầu báo, mặt tròn, râu hùm, hàm én, rất giống Trương Phi.

## Tài năng
Lâm Xung sống vào thời vua Tống Huy Tông (thời Bắc Tống), là một trong những giáo đầu xuất sắc nhất thành Đông Kinh, hoạt động dưới quyền Cao Cầu. Lâm Xung có kỹ thuật đánh xà mâu cực kì điêu luyện, thương pháp của ông cũng thuộc loại xuất quỷ nhập thần. Lâm Xung cũng là một người biết coi nhân nghĩa làm đầu, luôn coi trọng tình nghĩa anh em.

## Tiểu sử
Khi ở Đông Kinh, Lâm Xung giữ chức giáo đầu (giống như thầy dạy võ) côn, thương của 80 vạn cấm quân và có người bạn thân thiết là Lục Khiêm làm chức ngu hầu, cả 2 đều phục vụ dưới trướng Thái Uý Cao Cầu.
Cao Cầu có một cậu con trai nuôi tên là Cao Khảm, thường được gọi là Cao Nha Nội, hiệu là "Hoa hoa thái tuế", là một kẻ rất háo sắc. Vợ Lâm Xung là Trương thị có nhan sắc quyến rũ tuyệt trần, vì vậy mà lọt vào mắt xanh của Cao Khảm. Cao Khảm từng tỏ tình với Trương thị mà không được chấp nhận, hắn liền hợp mưu với Phú An tìm kế chiếm mĩ nhân. Phú An lại liên kết với Lục Khiêm bàn kế. Lục Khiêm tới nhà mời Lâm Xung đi ăn, rồi lén báo cho Phú An. Phú An vội cho người bịa lí do Lâm Xung ăn phải đồ ăn có độc nên đang nằm ngất ở quán để kêu Trương thị cùng hầu gái Cẩm Nhi đến. Nhưng đến nơi, Trương thị không thấy chồng đâu, và Cao Khảm chỉ chờ có thế thừa dịp xông vào tấn công bà. Cẩm Nhi không biết làm thế nào để cứu chủ, bèn chạy đi gọi Lâm Xung tới. Lâm Xung tới nơi thì Cao Khảm chạy thoát, ông đưa vợ về đến giữa đường thì gặp Lục Khiêm, ông bèn sai Cẩm Nhi đưa Trương thị về nhà còn mình thì đuổi giết Lục Khiêm đến tận phủ thái uý. Lục Khiêm trốn được vào phủ, còn Lâm Xung thì bị cản lại không vào được, ông bất đắc dĩ bỏ về.
Trong phủ, Cao Khảm ăn vạ đòi Cao Cầu phải cưới cho được Trương thị cho mình. Cao Cầu vì yêu chiều con nên chấp thuận, tìm cách hại Lâm Xung. Khi đó Lâm Xung vừa mua được cây đao mới nên rất sung sướng, ngày nào cũng mang ra luyện tập. Cao Cầu biết điều này, ông cho hai ngu hầu mời Lâm Xung đem đao tới so tài với cây đao quý trong phủ thái uý. Lâm Xung không biết đó là mưu, vác đao theo đi, bị dẫn đúng vào Bạch Hổ Thiết Đường (nơi các quan thái uý bàn việc quân sự). Vào đến nơi ông mới biết là bị lừa, định bỏ chạy thì không kịp nữa, Cao Cầu đã bắt gặp ông và hỏi:
"Ai cho phép ngươi mang đao vào Bạch Hổ Thiết Đường ? Ngươi làm giáo đầu mà không biết pháp luật ư ?"
Lâm Xung lúng túng:
"Thưa, có hai ngu hầu bảo tôi mang đao đến đây so tài với đao của ngài."
Cao Cầu hỏi vặn:
"Ngu hầu nào ?"
Lâm Xung kể:
"Họ vừa đi vào phủ rồi."
Cao Cầu quát:
"Đừng có nói láo ! Ngươi tự đến Bạch Hổ Thiết Đường, lại mang theo đao, chắc chắn có mưu giết ta !"
Rồi Cao Cầu thét gọi lính đến bắt Lâm Xung giải đi, ông luôn mồm kêu oan. Đến phủ Khai Phong, ông khai rõ sự việc với quan, quan bèn xử ông làm xung quân đày đến Thương Châu, sai hai công sai là Đổng Siêu và Tiết Bá áp giải. Giữa đường, khi vào nghỉ ngơi trong quán trọ, Đổng Siêu và Tiết Bá tìm mọi cách hành hạ Lâm Xung. Cả hai hứa giúp Lâm Xung rửa chân nhưng lại lấy nước sôi mới đun xong để rửa làm chân ông phồng rộp, sau đó chúng còn mua một đôi dép đan bằng cỏ đi cho ông để cào rách da chân trên đường. Đến khu rừng Dã Trư (lợn lòi), Tiết Bá tiết lộ với Lâm Xung rằng mình đã nhận thưởng của Cao Cầu nên buộc phải giết ông ở khu rừng này, nếu không làm thì Tiết Bá sẽ bị tội chết. Trong gang tấc, Lỗ Trí Thâm đã kịp thời đến cứu Lâm Xung, bắt Đổng Siêu và Tiết Bá phải cõng ông đến Thương Châu.
Đến Thương Châu, Lâm Xung may mắn gặp được Sài Tiến và nương náu trong phủ của ông. Trước khi từ giã, Sài Tiến chu cấp cho Lâm Xung một số ngân lượng làm lộ phí. Lâm Xung gặp lại Trương thị nhưng sau đó bà bị Lục Khiêm phóng hoả giết chết. Lâm Xung ôm hận giết Lục Khiêm và lạc thảo lên đầm nước Lương Sơn Bạc.

## Gia nhập Lương Sơn
Lâm Xung đến quán trọ của Chu Quý nghỉ chân, uống rượu say làm thơ trên vách, Chu Quý nhận ra ông là Lâm giáo đầu, lại có thư giới thiệu của Sài Tiến nên vui vẻ chào đón,  đưa ông lên Lương Sơn gặp Vương Luân. Tuy nhiên, Vương Luân thấy ông tài năng vượt trội, sợ bị cướp ngôi nên thoái thác nói rằng "doanh trại nhỏ bé sợ làm lỡ tiền đồ của ngài". Lâm Xung nén giận xin được ở lại, nhưng bị bắt ép phải nộp "đầu danh trạng" (giết một mạng người và chặt lấy đầu để làm tin). Trong vòng 3 ngày, Lâm Xung xuống núi tìm người vãng lai để lấy "đầu danh trạng". Đến ngày thứ 3, ông gặp phải Dương Chí đi ngang, cả hai đánh nhau hơn 50 hiệp. Vương Luân thấy vậy liền can ngăn cả hai người và mời lên trại uống rượu. Dương Chí nể phục võ nghệ của ông, nên tặng vàng bạc cho Vương Luân để hắn thu nhận ông.
Bọn Tiều Cái, Ngô Dụng, Công Tôn Thắng, Tam hùng họ Nguyễn và Lưu Đường vì đánh cướp sinh thần cương, bị quan phủ truy bắt nên chạy lên Lương Sơn nhập đảng. Vương Luân vẫn bụng dạ hẹp hòi, không muốn thu nhận. Lâm Xung nhịn không được bèn giết chết hắn, tôn Tiều Cái làm thủ lĩnh. Ông cũng có công trong việc bắt được Hỗ Tam Nương trong trận đánh của quân Lương Sơn với Chúc gia trang nhằm gôp phần cho thắng lợi của quân Lương Sơn sau này.
Khi Tiều Cái chết, ông dẫn đầu các đầu lĩnh trong sơn trại tôn Tống Giang làm thủ lĩnh. Ban đầu, Tống Giang từ chối quyết liệt, sau nghe khuyên giải nên tạm ngồi ghế thủ lĩnh. Đợi tới khi đánh dẹp Tăng Đầu thị, giết chết Sử Văn Cung thì Tống Giang chính thức nhận ngôi thủ lĩnh Lương Sơn.
Sau khi phân định ngôi thứ, Lâm Xung ngồi ghế thứ 6, sao Thiên Hùng thuộc nhóm Thiên Cương tinh, đứng thứ 2 trong nhóm Ngũ Hổ tướng, chức vụ Mã Quân Xích Long tướng.

## Chiêu an và cái chết
Lâm Xung theo Tống Công Minh và các huynh đệ quy thuận triều đình, đi đánh Liêu quốc, Điền Hổ, Vương Khánh, ông cũng lập bao công trạng, giết nhiều danh tướng của địch. Ông cũng tham gia cuộc chiến Phương Lạp theo Lư Tuấn Nghĩa. Sau khi đánh bại Phương Lạp, huynh đệ của ông là Lỗ Trí Thâm ngồi thiền qua đời, Lâm Xung buồn bã mà bị bệnh cảm gió, Tống Giang cho người chữa mãi không khỏi, bèn để Lâm Xung ở lại chùa Lục Hòa, giao cho Võ Tòng chăm sóc. Nửa năm sau thì Lâm Xung qua đời.

## Trong Đãng Khấu chí
Lâm Xung được giao nhiệm vụ trấn thủ Bộc Châu, khi Trần Hy Chân chia binh tiến đánh. Vương Anh, Hỗ Tam Nương tử trận, Lâm Xung vi nhất thời nóng lòng báo thù mà trúng kế, rơi vào mai phục, toàn quân bị diệt, Bộc Châu thất thủ, Trương Hoành, Trương Thuận bị bắt. Lâm Xung trở về sơn trại, từ đó suốt ngày thở ngắn than dài, tinh thần bạc nhược, kém ăn kém ngủ.
Tại hồi 63, Trương Thúc Dạ dẫn thiên binh tấn công vào sào huyệt của Lương Sơn. Lâm Xung sau khi được Tống Giang, Ngô Dụng hết mực đông viên, kích lệ tinh thần đã phần nào phấn chấn hơn. Lâm Xung được cử làm đại tướng, Chu Phú làm phó tướng dẫn đội quân thứ nhất ra trước Nhị Quan nghênh chiến. Bên phía quân triều đình, Vương Tiến được cử ra ứng chiến. Hai bên đều là giáo đầu, tài nghệ tuyệt luân, giao chiến đến hơn 100 hiệp kinh thiên động địa. Khi Lâm Xung tính quay về đổi ngựa thì Vương Tiến đã dùng lời lẽ để mắng Lâm Xung. Báo Tử đầu nghe những lời ấy thì hét to lên một tiếng lập tức ngã ngựa, quân triều đình ào đến chém giết. Lương Sơn thua to, Chu Quy liền mình bảo vệ Lâm Xung, bị Vương Tiến đâm chết.
Lâm Xung về đến Trung Nghĩa Đường chỉ còn chút hơi tàn, mấy hôm sau bệnh càng nặng, liên tục ho ra máu, không ăn uống được gì, thuốc thang đều vô dụng. Bỗng nhiên, Chu Đồng, Lôi Hoành từ Diêm Sơn quay về, mang đến một bọc tròn, mở ra thì là đầu của Cao Cầu. Nguyên là Cao Cầu bị thiên tử xử tội, đày đi Thương Châu, quân Diêm Sơn công phá Thương Châu, bắt Cao Cầu, dùng cách mà Lâm giáo đầu năm xưa xử tội Cao Nha Nội (sẽ nói ở phần sau) đê trị tội, rồi cắt thủ cấp về Lương Sơn.
Các tướng cả mừng, mang đầu Cao Cầu đến với hy vọng sẽ là đòn bẩy tinh thần giúp Lâm Xung khỏi bệnh. Lâm Xung vừa thấy, vội nhổm ngay dậy, cầm lấy đầu Cao Cầu nghiến răng nói: "Tao vì mày mà thân tàn danh bại, đến hôm nay tính mạng khó giữ, tất cả là do mày!" Rồi ném cái đầu ra ngoài cửa sổ, rơi xuống vỡ tan, Lâm Xung hộc lên một tiếng, ngã vật xuống giường. Lâm giáo đầu anh hùng một khiếp lại có cái kết như vậy.
Phay thây Cao Nha Nội
Trong Đãng Khấu Chí, tuy quy cho Lương Sơn là tặc khấu phản loạn, nhưng Du Vạn Xuân đã cho Lâm Xung trả được mối thù trong lòng. Khi Cao Nha Nội được cử đi làm tri phủ Tào Châu, Lâm Xung đã xin đi đánh Tào Châu. Ngày Tào Châu bị đánh hạ, Cao Nha Nội bị bắt, Lâm Xung cho người cắt tai, khoét mắt làm thành thức ăn, rồi phanh thây trả thù. Âu cũng là giúp Báo Tử Đầu nhẹ lòng chút nào.

## Đánh giá
Cuộc đời Lâm Xung trước khi lên Lương Sơn rất éo le: Bị bạn thân (Lục Khiêm) phản bội và bị bọn gian thần hãm hại đến thân bại danh liệt mất hết nhà cửa, vợ bị giết. Lâm Xung vốn có thù sâu với Cao Cầu, nhưng lần nào cũng không giết được Cao Cầu. Ông phải lên Lương Sơn tại đây do thủ lĩnh Vương Luân hẹp hòi, gặp lúc Tiều Cái và các tướng lên, Lâm Xung đã giết Vương Luân, tôn Tiều Cái lên làm thủ lĩnh. Khi Tống Giang bị hành hình, ông là người không quen biết Tống Giang nhưng đứng ra xin đi cướp pháp trường, Ngô Dụng khuyên ở lại giữ Lương Sơn Bạc.
Lâm Xung được tham gia cuộc chiến Tăng Đầu Thị lần 1, Tiều Cái bị Sử Văn Cung giết. Tống Giang lên làm thủ lĩnh. Thu phục được Lư Tuấn Nghĩa, đại quân Lương Sơn đánh Tăng Đầu Thị lần 2 trả thù cho Tiều Cái, giết chết Sử Văn Cung. Triều đình liên tục phát binh chinh phạt, Lâm Xung lập nhiều chiến công. Một lần nghĩa quân Lương Sơn bắt được Cao Cầu, được tin Lỗ Trí Thâm báo Lâm Xung rất lấy làm vui mừng mang đao định giết chết hắn nhưng bị Tống Giang cản lại không cho giết, Lâm Xung lấy làm uất hận.

## Trong điện ảnh
Trong phim Thủy hử năm 1998, nhân vật Lâm Xung do diễn viên Chu Dã Mang thủ vai.
Trong phim Thủy hử năm 2011, nhân vật Lâm Xung do diễn viên Hồ Đông thủ vai.